# Soulèvement de Vigo (1809)
Guerre d'indépendance espagnole
Batailles
- Val de Monterrey
- Chaves
- Villafranca (1re)
- Braga
- Porto (1re)
- Vigo
- Amarante
- Grijó
- Porto (2de)
- Lugo
- Ponte Sampaio

Le soulèvement de Vigo a lieu le 28 mars 1809 à Vigo, en Espagne, dans le cadre de la guerre d'indépendance espagnole. Il voit la libération de cette ville, alors occupée par les Français, par un contingent de civils et de soldats espagnols, appuyés par deux navires britanniques.
La garnison française, commandée par le colonel Jacques Antoine Chalot, est forcée de capituler et emmenée prisonnière en Angleterre.